# NGC 4814
NGC 4814 é uma galáxia espiral (Sb/P) localizada na direcção da constelação de Ursa Major. Possui uma declinação de +58° 20' 40" e uma ascensão recta de 12 horas, 55 minutos e 21,8 segundos.
A galáxia NGC 4814 foi descoberta em 17 de Março de 1790 por William Herschel.